# Кастијон (д’Артез де Беарн)
Кастијон (фр. Castillon) насеље је и општина у југозападној Француској у региону Аквитанија, у департману Атлантски Пиринеји која припада префектури По.
По подацима из 2011. године у општини је живело 290 становника, а густина насељености је износила 43,22 становника/km². Општина се простире на површини од 6,71 km². Налази се на средњој надморској висини од 132 метара (максималној 231 m, а минималној 122 m).

## Демографија
| 1962. | 1968. | 1975. | 1982. | 1990. | 1999. | 2011. |
| ----- | ----- | ----- | ----- | ----- | ----- | ----- |
| 190   | 181   | 171   | 173   | 225   | 244   | 290   |

График промене броја становника у току последњих година